# Tartakiw
Tartakiw (ukrainisch Тартаків; russisch Тартаков Tartakow, polnisch Tartaków) ist ein Dorf im Rajon Tscherwonohrad der Oblast Lwiw im Westen der Ukraine.

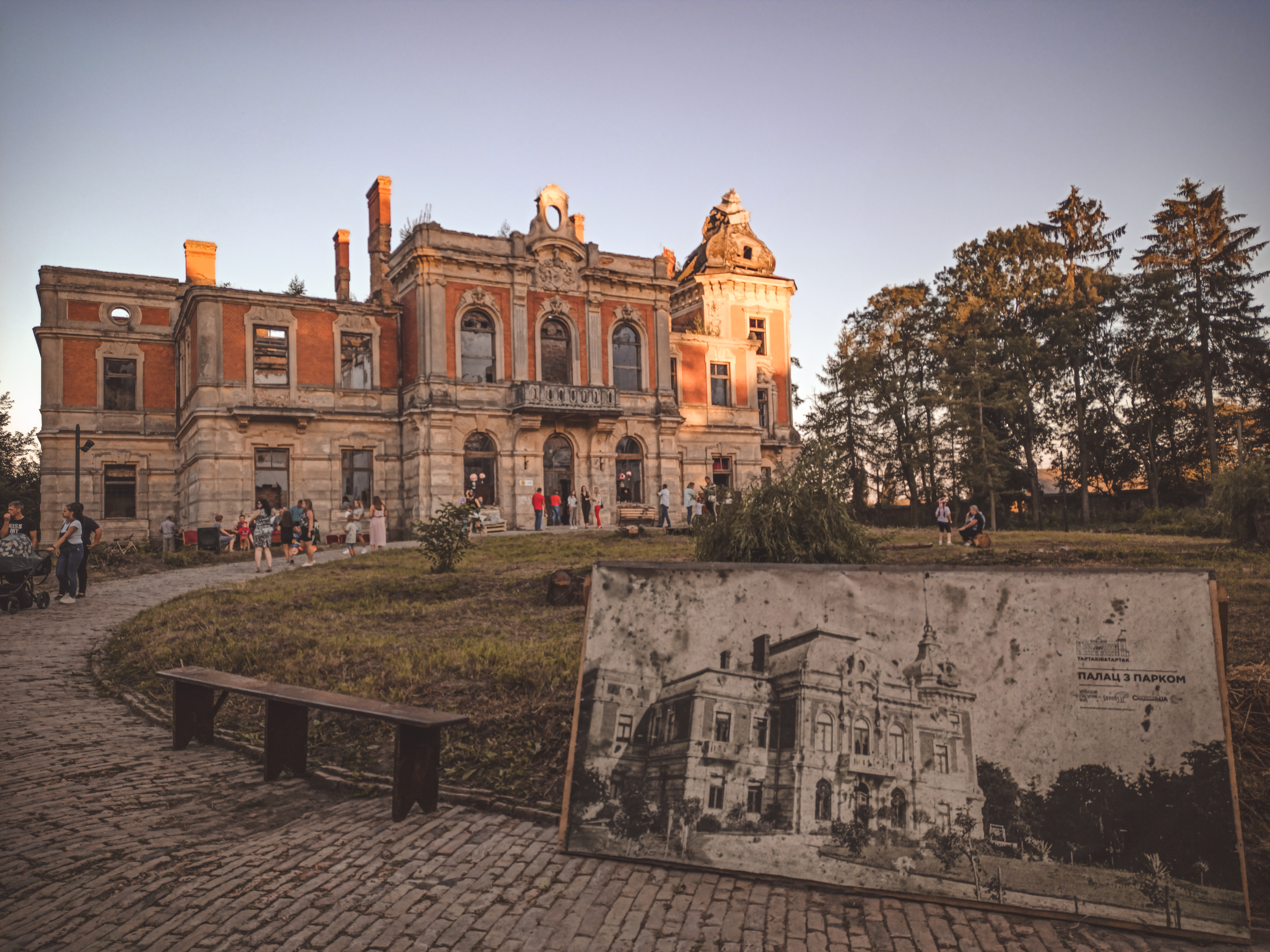
Ruine des Landsitzes im Ort

Die Ortschaft liegt etwa 75 Kilometer nördlich der Oblasthauptstadt Lwiw und 9 Kilometer östlich der ehemaligen Rajonshauptstadt Sokal südlich des Flusses Spassiwka (Спасівка).
Am 12. Juni 2020 wurde das Dorf ein Teil der neu gegründeten Stadtgemeinde Sokal im Rajon Tscherwonohrad, bis dahin bildete sie zusammen mit den Dörfern Birky, Kopytiw (Копитів) und Romaniwka (Романівка) die gleichnamige Landratsgemeinde im Rajon Sokal.
Tartakiw wurde 1426 zum ersten Mal erwähnt, erhielt 1685 das Magdeburger Stadtrecht und lag zunächst in der Adelsrepublik Polen-Litauen, Woiwodschaft Ruthenien als Teil der Adelsrepublik Polen. Von 1772 bis 1918 gehörte er unter seinem polnischen Namen Tartaków zum österreichischen Galizien  (bis 1918 im Bezirk Sokal).
Nach dem Ende des Ersten Weltkrieges kam die Ortschaft zunächst zur Westukrainischen Volksrepublik und dann zu Polen (in die Woiwodschaft Lwów, Powiat Sokal, Gmina Tartaków).  1934 wurde das westlich gelegene, bis dahin selbstständige Dorf Tartaków Wieś eingemeindet. Im Zweiten Weltkrieg wurde Tartakiw ab September 1939 von der Sowjetunion und von Sommer 1941 bis 1944 von Deutschland besetzt und in den Distrikt Galizien eingegliedert.
Nach dem Ende des Krieges wurde der Ort der Sowjetunion zugeschlagen, dort kam das nunmehr zum Dorf herabgestufte Tartakiw zur Ukrainischen SSR und ist seit 1991 ein Teil der unabhängigen Ukraine.

## Persönlichkeiten
- Stanisław Szczęsny Potocki (1751–1805), polnischer Magnat und Politiker